# Mark Swift (Filmproduzent)
Mark Swift ist ein Filmproduzent und Produktionsmanager.

## Karriere
Swift begann seine Filmkarriere in den 1990er Jahren bei DreamWorks Animation und mit dem Animationsfilm Balto – Ein Hund mit dem Herzen eines Helden. Dort arbeitete er noch als Produktionsleiter und Produktionsmanager bis Sinbad – Der Herr der sieben Meere von 2003. Ab Große Haie – Kleine Fische stieg er um auf die Produktion der Animationsfilme. So war er für die Filme des Madagascar-Franchise zuständig und produzierte Madagascar 2, Madagascar 3: Flucht durch Europa und schließlich Die Pinguine aus Madagascar. Für seinen nächsten Film Captain Underpants – Der supertolle erste Film wurde er 2018 erstmals für einen VES Award nominiert. Darauf folgten 2021 Nominierungen für Die Croods – Alles auf Anfang. Sein bisher größter Erfolg war der Animationsfilm Der gestiefelte Kater: Der letzte Wunsch mit Regisseur Joel Crawford. Zusammen erhielten sie zahlreiche Nominierungen, unter anderem eine Oscar-Nominierung in der Kategorie Bester Animationsfilm.

## Filmografie (Auswahl)

### Produktionsmanager
- 1995: Balto – Ein Hund mit dem Herzen eines Helden
- 1998: Der Prinz von Ägypten
- 2000: Der Weg nach El Dorado
- 2003: Sinbad – Der Herr der sieben Meere

### Produzent
- 2004: Große Haie – Kleine Fische
- 2005: Die Madagascar-Pinguine in vorweihnachtlicher Mission (Kurzfilm)
- 2008: Madagascar 2
- 2012: Madagascar 3: Flucht durch Europa
- 2014: Die Pinguine aus Madagascar
- 2017: Captain Underpants – Der supertolle erste Film
- 2020: Die Croods – Alles auf Anfang
- 2022: Der gestiefelte Kater: Der letzte Wunsch

## Auszeichnungen (Auswahl)
- 2018: VES-Award-Nominierung in der Kategorie Herausragende Visuelle Effekte in einem Animationsfilm für Captain Underpants – Der supertolle erste Film
- 2021: VES-Award-Nominierung in der Kategorie Herausragende Visuelle Effekte in einem Animationsfilm für Die Croods – Alles auf Anfang
- 2021: PGA-Award-Nominierung in der Kategorie Bester Produzent eines Animationsfilms für Die Croods – Alles auf Anfang
- 2023: PGA-Award-Nominierung in der Kategorie Bester Produzent eines Animationsfilms für Der gestiefelte Kater: Der letzte Wunsch
- 2023: BAFTA-Nominierung in der Kategorie Bester Animationsfilm für Der gestiefelte Kater: Der letzte Wunsch
- 2023: Oscar-Nominierung in der Kategorie Bester Animationsfilm für Der gestiefelte Kater: Der letzte Wunsch